# Canal de Craponne (arrêt)
Pour l'ouvrage hydraulique, voir Canal de Craponne.
Pour un arrêt du Conseil d'État, voir Arrêt Canal.
L’arrêt « Canal de Craponne » est l’un des plus grands arrêts de la Cour de cassation française en droit civil qui consacre le rejet de la théorie de l'imprévision, c'est-à-dire la révision judiciaire pour imprévision en droit contractuel. Il est devenu un arrêt emblématique de la force obligatoire du contrat. 
L'arrêt a été rendu le 6 mars 1876 par la Chambre civile de la Cour de cassation au visa de l’article 1134 ancien du Code civil français. 
Néanmoins, l'ordonnance du 10 février 2016 portant réforme du droit des contrats, du régime général et de la preuve des obligations met fin à cette jurisprudence puisque le nouvel article 1195 du Code civil définit les circonstances et modalités d'une telle révision.

## Les faits
Depuis le XVIe siècle, le propriétaire d’un canal d’irrigation percevait la redevance de 3 sous pour l’entretien et la fourniture d’eau à la plaine voisine. À cause de la dépréciation monétaire de trois siècles, cette redevance était devenue complètement dérisoire et inadaptée ; elle ne couvrait même plus les frais d’entretien du canal. Le propriétaire, Gaston de Galliffet,  décide de saisir les tribunaux afin de faire revaloriser la redevance prévue aux conventions de 1560 et 1567.

## La procédure
Le propriétaire saisit la Cour d’appel d’Aix qui rend son arrêt le 31 décembre 1873. Un pourvoi est formé par le bénéficiaire du contrat, la Cour de cassation rend son arrêt de principe le 6 mars 1876.

## Le problème de droit
Le juge peut-il, à la demande d'une partie, réviser le montant du prix stipulé dans le contrat en raison de changements de circonstances rendant son exécution excessivement onéreuse ?

## Solution de la Cour de cassation
La Cour de cassation rejette l’idée de révision du contrat par le juge, même en cas de changement profond des circonstances affectant l’équité du contrat. 
Puisque « les conventions légalement formées tiennent lieu de loi à ceux qui les ont faites » (article 1134 ancien du Code civil), il n’y a pas lieu d’autoriser le juge à se placer au-dessus de la loi voulue par les parties.
Tant que les conditions essentielles du contrat sont réunies, il n’y a pas lieu de réviser le contrat.
Les faits auraient été jugés différemment si l'affaire était portée devant la Cour de cassation aujourd'hui. En effet, l'article 1195 issu de la réforme du droit des contrats, admet la révision judiciaire pour imprévision. De plus, les contrats perpétuels sont prohibés (ils sont requalifiés en contrats à durée indéterminée pouvant dès lors être résilié à tout moment, sous réserve du respect d'un préavis).

## Contournement de l’imprévision
- La clause de hardship
- La clause Rebus sic stantibus
- La clause d’indexation monétaire

## Critiques de l’arrêt
De nombreux auteurs se sont élevés et s’élèvent encore contre cette solution. Ils estiment qu’elle ne prend pas en compte la réalité économique du contrat et ne laisse pas suffisamment d’amplitude à l’office du juge. Au soutien de leurs idées, ils ont tour à tour affirmé que la volonté commune des parties voulait que le contrat subsiste si les choses restaient en l’état, que le cocontractant en situation de difficulté subissait une lésion, que le cocontractant qui profite du déséquilibre s’enrichit sans cause, qu’il pourrait y avoir situation de force majeure pour le cocontractant en difficulté ou encore et surtout, que la bonne foi dans les contrats (article 1134 al. 3) impose au créancier de renégocier le contrat qui ne présente plus aucun intérêt pour le débiteur.
Certains arrêts ont imposé une obligation de renégocier les contrats devenus déséquilibrés sur le fondement de l’exigence de bonne foi :
- Com. 3 novembre 1992[3], Huard, pourvoi n° 90-18.547, JCP G 1993, II, 22164, obs. G. Viramassy ; RTD Civ 1993, p. 124 s., obs. J. Mestre ; Defrénois 1993, p. 1377, obs. JL Aubert.
- Com. 24 novembre 1998[4], pourvoi n° 96-18.357, D. 1999, IR p. 9 ; Contrats, conc., consomm. 1999 1999, Comm. n°56, obs. M.Malaurie-Vignal ; Defrénois, 1999, p. 371, obs. D. Mazeaud ; JCP 1999, I, 143, obs. Ch. Jamin ; RTD civ. 1999, p. 98, obs. J. Mestre et 646, obs. P.Y. Gautier.
- Civ. 1re, 16 mars 2004[5], pourvoi n° 01-15.804, D. 2004, jurisprudence p. 1754.

Cependant, ces arrêts demeuraient isolés et ambigus. De plus, ils ne mettaient pas d’obligation au succès de la renégociation.
Finalement, c'est le législateur qui viendra consacrer la théorie de l'imprévision, obligeant donc les juridictions à l'admettre. C'est à l'article 1195 du Code civil que la réforme de 2016 du droit des contrats à opérer cette évolution. Désormais, en cas de « changement de circonstances imprévisible lors de la conclusion du contrat rend l'exécution excessivement onéreuse pour une partie qui n'avait pas accepté d'en assumer le risque » le juge peut réviser le contrat ou en prononcer la résolution. La jurisprudence canal de Craponne est donc caduque. 
En droit administratif, l’arrêt du Conseil d’État « Compagnie générale d’éclairage de Bordeaux »  de 1916 accepte l’idée d’imprévision tant que l’événement est imprévisible, extérieur aux parties et bouleverse l’économie du contrat.

## Solutions étrangères
- Allemagne : La théorie de l’imprévision a été adoptée lors des années 1920 (époque de l'inflation dite galopante) et se trouve dans le § 313 BGB (Code civil allemand).

- Projet de droit européen des contrats : Le projet de droit européen des contrats semble adopter la théorie de l’imprévision.

- Québec (Canada) : Le Québec n'admet pas la théorie de l'imprévision. Le professeur de droit Didier Lluelles affirme que l'arrêt Canal de Craponne est le point de départ de cette prise de position. Cet arrêt continue donc de s'appliquer au Québec malgré le fait qu'il ait été rejeté en France depuis la réforme du droit des contrats de 2016[8].

- Royaume-Uni : Le Royaume-Uni [9] a, dans un premier temps, refusé de reconnaitre l’imprévision comme une cause d’exonération d’exécution du contrat (Paradine v. Jane (1647 Al 26, 82 ER 897). Cependant un premier infléchissement à cette théorie a été accepté par les Cours anglaises avec l’arrêt Taylor v. Caldwell (Taylor v. Caldwell (1863) 3 B & S 826). Cet arrêt reconnaissait l’existence d’ « implied terms » (clauses sous-entendues) par lesquelles les cocontractants acceptaient de mettre fin au contrat en cas de survenance d’événements rendant l’exécution particulièrement difficile pour une partie. C’est le principe de la « frustration ». Pourtant, cette pratique ne permettait pas de rétablir l’équilibre contractuel dans tous les cas. En 1956, la House of Lords a posé la théorie de la « frustration » comme règle objective du droit des contrats : L’exécution du contrat ne peut être exigée que si les circonstances sont les mêmes que lors de la conclusion du contrat.  (Arrêt Davis Contractors ltd v. Fareham Urban District Council de 1956)

- Suisse : La théorie de l’imprévision est admise par le droit suisse (clause rebus sic stantibus).